# 岩下克樹
岩下 克樹（いわした かつき、1986年6月16日 - ）は、あいテレビ (itv) のアナウンサー。宮崎県児湯郡高鍋町出身。

## 来歴
高鍋町立高鍋東小学校、高鍋町立高鍋東中学校、宮崎県立宮崎大宮高等学校、北九州市立大学卒業。高校時代には放送部に所属し、大学時代には学業と並行して福岡のアナウンススクールに通っていた。
大学を卒業後、2009年4月にテレビ宮崎 (UMK) に入社。同局では、入社からわずか4日で『HOT WAVE』のMC（司会）に抜擢された。同期に元同局アナウンサーの荒尾茉紀がいる。
テレビ宮崎には9年半在籍した。同局を退社後、2018年10月にあいテレビへ移籍した。

## 人物
趣味は料理。得意料理は、大学時代のアルバイトで身につけた広島風お好み焼き。
特技は耳コピ。耳に入った音の音階を当てることができ、それをピアノ演奏で再現することも可能。

## 担当番組

### テレビ宮崎
- HOT WAVE - MC（2009年4月 - 2012年3月）
- のびよ！みやざきっ子（2011年4月 - 2012年3月）[6]
- 旬感！みやざき知っちょる農？（2011年4月 - 2016年3月）[6]
- UMKスーパーニュース - 金曜スポーツキャスター（2012年4月 - 2013年3月）[7]
- Mスポーツ（2012年4月 - 2013年3月）[7]
- Noon TV マッポス（2013年4月 - 2014年3月）[8]
- UMK情報net 3きゅう[8]
- じゃがじゃがサタデー[2]
- UMKニュース

### あいテレビ
- 金曜ほのボーノ[9]
- Nスタえひめ - リポーター[10]
- ITVニュース